# Impatiens sumatrana
Impatiens sumatrana är en balsaminväxtart som beskrevs av Friedrich Anton Wilhelm Miquel. Impatiens sumatrana ingår i släktet balsaminer, och familjen balsaminväxter. Inga underarter finns listade i Catalogue of Life.